# Cratia
Cratia é um sapo extinto que existiu no Brasil durante o período Cretáceo Inferior. Foi nomeada em 2009 por Ana M. Báez , Geraldo JB Moura e Raúl O. Gómez. A única espécie é Cratia gracilis e encontrava-se na Bacia do Araripe.